# Galeodes barbarus
Espèce
Galeodes barbarus est une espèce de solifuges de la famille des Galeodidae.

## Distribution
Cette espèce se rencontre au Maroc, en Algérie, en Tunisie, en Libye, en Égypte, au Soudan et en Éthiopie.

## Description
Le mâle décrit par Roewer en 1934 mesure 34 mm et la femelle 34 mm.

## Publication originale
- Lucas, 1849 : Histoire naturelle des animaux articulés. Crustacés, Arachnides, Myriapodes et Hexapodes. Exploration scientifique de l’Algérie pendant les années 1840, 1841, 1842. Sciences  physiques.  Zoologie, vol. 1, p. 1-403 (texte intégral).